# 上海歌舞團
上海歌舞團是中華人民共和國上海市的一個舞蹈團體，總部位於上海国际舞蹈中心。

## 历史
上海歌舞团，成立于1979年6月，2009年11月转企改制。
2006年底，上海市舞蹈学校的團體东方青春舞蹈团併入上海歌舞團。
2014年，上海歌舞团推出舞剧《朱鹮》。
2019年4月推出以電影《永不消逝的電波》為藍本創作的同名舞劇。8月，舞劇《永不消逝的电波》獲得五个一工程。2021年6月，舞劇《永不消逝的电波》获得第十六届文华大奖。

## 外部連結
- 官方网站